# 東海大学菅生高等学校・中等部
東海大学菅生高等学校・中等部（とうかいだいがくすがおこうとうがっこう・ちゅうとうぶ）は、東京都あきる野市菅生にある男女共学の私立高等学校・中学校。東海大学の提携校である。
学校法人菅生学園が運営する、事実上の中高一貫校（現在の中高の校舎は1kmほど離れた場所に存在する。なお、高等学校は外部からの入学も受け入れている。）。系列校として菅生学園初等学校（小学校）を擁する。

## 概要
東海大学の付属高校には、既存の高校が東海大学と提携して付属校となり、校名を変更した学校が数校あるが、当校は発足時から学校法人東海大学との提携により開校した学校である。
東海大学の提携校のため、東海大学関連高校独自の「高校現代文明論」という授業を中心に各教科が展開されるのが特徴。
校名に「付属」が付かないのは、経営母体である学校法人菅生学園が東海大学とは無関係なためである。菅生学園は東海大学とは全く無関係の「菅生学園初等学校」も設置している。
東海大学付属甲府高等学校・東海大学山形高等学校も地元の学校法人であるが、他の東海大付属校同様、大学と一貫した学校経営を行っている。
菅生学園は、オーストラリア・シドニーに「菅生学園武道館」を開設したり、太陽光発電システムを校舎に設置、2007年には小学校「菅生学園初等学校」を開校するなど、東海大学とは独立した独自色を前面に出している。校章も東海大菅生高校・中等部は独自のものを採用している（他の付属各校は同じ校章）。現在太陽光発電システムは不具合により運用を停止している。
部活動が盛んであり、甲子園春夏8回の出場経験を持つ硬式野球部や、都内強豪で全国大会への出場経験もある吹奏楽部が特に有名である。

## 沿革
- 1983年（昭和58年） - 多摩学院幼稚園を経営する学校法人多摩児童学院（現・学校法人菅生学園）が、学校法人東海大学と提携のもと、東京菅生高等学校（全日制・普通科・男女共学）を開校。
- 1986年（昭和61年）- 普通科体育コースを設置。
- 1989年（平成元年）- 東海大学との校名変更調印にともない、東海大学菅生高等学校へ校名変更。
- 1995年（平成7年）- 東海大学菅生高等学校付属中学校開校。
- 2006年(平成18年)- 菅生中学校が新キャンパスに移転。校地・校舎は日本ディジタルイクイップメント(DEC)→コンパック→日本HPの多摩事業所(あきる野工場)から転用された。
- 2008年（平成20年）- 学校法人東海大学の方針に従い、東海大学菅生中学校が東海大学菅生高等学校中等部へ校名変更。

## 部活動

### 高等学校
- 硬式野球部 - 過去春5回（1997年、2006年、2015年、2021年ベスト8、2023年）、夏4回（1996年、2000年、2017年ベスト4、2021年）甲子園に出場
- 男子バレーボール部 - 春高バレー17回、インターハイ14回出場　1996年からの3年間は菅生高校史上最強の時代と言われ、1998年に開催された春高バレーでは全国準優勝。
- サッカー部 - 過去2回全国高校サッカー大会出場（第74回、第79回）
- ラグビー部 - 第77回全国高等学校ラグビーフットボール大会出場。
- 吹奏楽部 - 第41回全日本アンサンブルコンテスト金賞受賞、3年連続8回目（2018年度）、全日本吹奏楽コンクールには6度の出場、第67回全日本吹奏楽コンクールで金賞受賞、2年連続2回目（2019年度）、全日本高等学校吹奏楽大会in横浜 優勝・文部科学大臣賞（2022年）、日本管楽合奏コンテスト 高校Ａ部門・最優秀グランプリ/文部科学大臣賞（2004,2008,2015,2018,2022年）
- 硬式テニス部
- バスケットボール部
- ソフトテニス部
- 剣道部
- 水泳部
- 卓球部
- 弓道部
- ハンドボール部
- ソフトボール部
- 陸上競技部

### 中等部
- サッカー部
- ソフトボール部 - 2024年全中で初優勝
- テニス部
- 野球部
- バレーボール部

## 交通アクセス
- 高校は小作駅・秋川駅より西東京バス「菅生高校」下車すぐ
- 中学も上記駅から西東京バス「菅生学園学びの城」下車すぐ、または「菅生」停留所下車、徒歩5分

## 主な出身者

### 野球
- 中野渡進
- 笹川隆
- 金森敬之
- 鈴木昂平
- 南要輔
- 髙橋優貴
- 勝俣翔貴
- 田中幹也
- 松本健吾
- 日當直喜
- 戸田懐生*中退
- 海老原一佳*中等部のみ在籍
- 細野晴希*中等部のみ在籍
- 梁培
- 川口冬弥

### サッカー
- 安藤淳也

### ラグビー
- 小池善行

### バスケット
- 網野友雄

### バレーボール
- 北原勉

### 競輪
- 小林莉子
- 井上玲美

### 芸能
- 柴田将士（俳優）
- 田名網駿一（熊本放送アナウンサー）
- 手島千尋（TOKYO FMアナウンサー、ラジオパーソナリティ）
- 市川刺身（そいつどいつ）

## 関係者
- 島田久（名誉校長、硬式野球部部長、多摩児童学院(現在の学校法人菅生学園)創設者）
- 島田幸成(現菅生学園理事長、元東京都議会議員)
- 横井人輝（野球部元監督）
- 若林弘泰（野球部監督）
- 宮本慎也（野球部臨時コーチ）